# Christopher Reich
Christopher Reich (Tokyo, 12 novembre 1961) è uno scrittore svizzero naturalizzato statunitense.
Ha frequentato la Georgetown University e la Università del Texas ed ha lavorato in Svizzera prima di ritornare negli Stati Uniti per diventare uno scrittore. Ha scritto sette romanzi.

## Opere
- "Il conto cifrato" (2000) - Numbered Account (1998)
- "Il velocista" (2000) -The Runner (2000)
- "L'affare Mercury" (2003) - The First Billion (2002)
- "Il banchiere del diavolo" (2003) - The Devil's Banker (2003)
- "Il clan dei Patrioti" (2007) - The Patriots' Club (2004)
- "Le regole dell'inganno" - Rules of Deception (2008)
- "Le regole della Vendetta" - Rules of Vengeance (2009)